# Akutní renální selhání
U akutního renálního selhání (ASL, angl. AKI – Acute kidney injury) se jedná o náhle vzniklé, prudké, ale reversibilní zhoršení renálních funkcí. Konečný produkt metabolismu bílkovin – močovina – zůstává v organismu. Pokud koncentrace močoviny překročí hraniční hodnoty, dochází ke stavu, který se nazývá urémie. Jedná se o stav ohrožující život, který vede ke ztrátě vědomí a zhroucení metabolismu. Často je poškozena i funkce ledvin vylučovat vodu.

Na rozdíl od chronického renálního selhání se akutní vyvíjí v rozsahu hodin nebo dnů. Vyžaduje zpravidla intenzivní terapii, přičemž až u 30 % pacientů na jednotkách intenzivní péče se tento stav vyskytl buď primárně, nebo sekundárně.

## Definice a stadia
Spektrum postižení renálních funkcí sahá od minimálního zvýšení hladiny sérového kreatininu až po úplnou ztrátu ledvinných funkcí. V roce 2004 byla na mezinárodní konferenci stanovena z dosavadních 30 různých definic jedna jediná a dále stanovena stadia onemocnění – kritéria RIFLE. (RIFLE je akronym a znamená Risk – Injury – Failure – Loss – ESRD, tj. End Stage Renal Disease, přeloženo riziko – poškození – selhání – ztráta – terminální renální selhání. 

Široké spektrum symptomů vedlo k tomu, že v roce 2007 byl název „akutní renální selhání“ nahrazen názvem „akutní poškození ledvin“. Definice a dělení do stadií zůstalo zachováno.

## Rozdělení a etiologie
Klasifikace akutního renálního selhání je sestavena etiologicky, tzn. podle příčiny.

### Prerenální
Příčiny prerenální (mimo ledviny a močové cesty). Protože ještě nedochází ke strukturálním změnám v ledvinné tkáni, nejedná se ještě o renální selhání.
- Objemový deficit (ztráta krve, exsikkosa čili žíznění).
- Cirkulační poruchy (šoková ledvina) způsobené poruchou prokrvení ledviny, např. u srdečního selhání.
- Toxické (otrava ledvin) s vazokonstrikcí přívodných (afferentních) cév, např. u hepatorenálního syndromu.

### Intrarenální
- Toxické:
  - hepatorenální syndrom
  - sepse především při multiorgánovém selhání (MODS)
  - účinky léků (kontrastní látky, NSAR, ATB)
- Ischemické:
  - embólie
  - vaskulitidy (zánět cév) např. Morbus Wegener
- Ucpání tubulů:
  - nánosy lehkých řetězců v ledvinných kanálcích u mnohočetného myelomu
  - uráty při hyperurikémii
  - rhabdomyolýzou
  - hemolýzou
- Mikrovaskulární:
  - rapidně progredující glomerulonefritida
  - hemolyticko-uremický syndrom
  - IgA nefritida.

### Postrenální
Změny se nacházejí až za ledvinami, tzn. v močových cestách (močovody, močový měchýř, uretra):
- oboustranná obstrukce močovodů v rámci poruchy odtoku moči způsobená močovými kameny, nádorem, zjizvením jako následkem operace nebo zánětlivých změn;
- porucha odtoku moči z močového měchýře (nádorem, ucpanou močovou cévkou);
- zúžení uretry (např. při zvětšení prostaty, nádorech nebo chybně zavedenou močovou cévkou).

## Epidemiologie
Existuje jen málo studií zabývajících se epidemiologií akutního renálního selhání. Populační studie ve Skotsku ukázala incidenci akutního renálního selhání 1 811 případů na milion obyvatel. Medián věku pacientů s akutním renálním selháním byl 76 let. Klasifikace RIFLE určuje prognózu úplné úzdravy, nutnost transplantace, délku hospitalizace a úmrtnost v nemocničních zařízeních, ale neuvádí statistiky úmrtnosti po 3 nebo 6 měsících.

## Patofyziologie a patogeneze
Hlavní příčinou akutního renálního selhání je nedostatečné zásobení ledvin kyslíkem, jehož následkem dochází k poškození až zničení buněk. Primárně jsou poškozeny buňky tubulů. Tyto buňky produkují na svou obranu vysoce viskózní mukoproteinový obal, který ucpe lumen tubulu. Tato obstrukce je odpovědná za snížení renálních funkcí.

### Příčiny
Popsány jsou v zásadě tři komplexy příčin akutního renálního selhání:
- exogenní nebo endogenní cévní změny (vazokonstrikce),
- nedostatečné zásobení kyslíkem (hypoxie, ischémie),
- látky působící na ledviny jako jedy (nefrotoxiny).

#### Vazokonstrikce
Pro normální funkci ledvin je velmi důležité dostatečné zásobení ledvin přívodnými arteriemi (vas afferens). Jen tak je zajištěn dostatečný tlak potřebný pro filtraci primární moči. Proto mají ledviny vlastní autoregulační mechanismus (Systém Renin – Angiotenzin – Aldosteron), který pomáhá udržet systémový tlak nad 80 mm Hg, který je nutný k normální filtraci.
Stresová reakce a masivní uvolnění endogenních katecholaminů při selhání krevního oběhu jsou také spoluzodpovědné za poškození funkce ledvin. Pokud systémový tlak dosáhne hraniční hodnoty, začne proti dalšímu poklesu tlaku působit sympatikus (sympatická inervace); pomocí účinku katecholaminů vyvolá vazokonstrikci ve vas afferens, což vyvolá další pokles perfuze. Pokles filtračního tlaku o 10–15 mm Hg může značně omezit filtraci a vést k anurii.
 Kromě endogenních katecholaminů účinkují vazokonstrikčně na ledvinné cévy i cytokiny uvolněné do krevního oběhu při sepsi a MODS. Mohou také působit neurotoxicky.

#### Hypoxie a ischemie
Hypoxie je snížené zásobení kyslíkem, ischemie je nedostatečné zásobení kyslíkem, které není schopno pokrýt potřeby dané tkáně. Příčinou může být nedostatečný přísun kyslíku do organismu nebo již výše zmiňovaná vazokonstrikce. 
 Následkem ischemie je pokles zásob energeticky bohatého ATP v buňkách; jakmile je ATP nedostatek, změní se aerobní glykolýza na anaerobní. Tubulární buňky mají tuto možnost značně omezenou a to vede k brzkému snížení jejich funkce. 
 Ischemie trvající 25 minut vede k vážným morfologickým změnám, ale ty jsou ještě reversibilní. Dokonce i změny po 40–60 minutách mohou být reversibilní. Teprve nedostatek delší než dvě hodiny způsobí trvalé změny ve stavbě a funkci ledvin.

#### Nefrotoxiny
Nefrotoxicky působí celá řada endogenních i exogenních substancí. Z endogenních jsou to bílkoviny hemoglobin a myoglobin uvolněné ve velkých množstvích do krevního oběhu při masivní hemolýze nebo poškození svalů. Tyto látky působí přímo na tubulus. Zánětlivé mediátory uvolněné do oběhu v rámci MODS nebo sepse působí nefrotoxicky nepřímo pomocí vazokonstrikce. Mezi exogenními nefrotoxiny hrají důležitou roli aminoglykosidová antibiotika (např. gentamycin).

#### Rizikové faktory
Mezi rizikovými faktory jsou mnohé, které pravděpodobnost selhání ledvin výrazně zvyšují:
- chronické rizikové faktory: dlouhodobá arteriální hypertenze, diabetes mellitus, onemocnění ledvin a srdce, vysoký věk, nadužívání léků proti bolesti;
- akutní rizikové faktory: objemový deficit, náhlá hypotenze, infekce, hemolýza, rhabdomyolýza, akutní pankreatitis, terapie neurotoxickými farmaky.

Z širšího hlediska hrají velkou roli polytrauma, sepse, pankreatitida a popáleniny. Pokud nejsou ledviny přímo postiženy, nejvyšší riziko pro vznik akutního renálního selhání je multiorgánové selhání (MODS).

#### Fáze
- Iniciace: Působení vyvolávající příčiny s poklesem prokrvení ledvin, glomerulární filtrace a poškození tubulů. V této fázi ještě nejsou příznaky viditelné.
- Oligurická fáze: Tvorba moči je snížena. Hodnoty laboratorních nálezů jsou v této fázi zvýšeny (např. kreatinin, draselné ionty). Trvá 1–3 dny, v případě nefrotoxického poškození až dva týdny. Osoba je hyperhydratována.
- Polyurická fáze: Trvá zpravidla jen dny. Vyznačuje se masivní diurézou (5–6 l/den). Dochází ke zotavování, pozvolné úpravě glomerulární filtrace, avšak je omezena resorpční schopnost ledvin. Dochází ke ztrátám solí (zejm. hypokalemii) a k dehydrataci.
- Zotavení: U 80–90 % pacientů se v průběhu dalších několika měsíců funkce ledvin zcela upraví. Glomerulární filtrace a resorpce jsou v normě. U zbývajících pacientů je nutno počítat s následky ve formě chronické renální insuficience.

## Diagnóza
Akutní renální selhání může probíhat anuricky, oliguricky nebo polyuricky. V anamnéze je při podezření na akutní renální selhání nutno pátrat po rizikových faktorech. Při vyšetření musíme pátrat po dehydrataci nebo naopak hyperhydrataci. Krom toho je důležitá i palpace ledvin, močového měchýře a prostaty. Pacient může cítit neohraničené bolesti v břiše, může zvracet, mít přechodně anorexii, stejně i neprůchodnost střevní (ileus). V naléhavých případech můžeme pozorovat i hypoventilaci, foetor uremicus, spavost až uremické kóma. Na EKG jsou změny v oblasti vlny T, která má špičatý tvar, vlna P je zmenšená. Dochází k prodlužování intervalů QRS a PQ. Dochází k bradykardii (snížená srdeční frekvence). Změny na EKG jsou indikací k dialýze. Dalšími srdečními postiženími jsou arytmie, vysoký krevní tlak a perikarditida. Neřešené selhávání ledvin může vést k zástavě srdce. V plazmě je zvýšená hladina močoviny, kreatininu a draselných iontů (absolutní indikací k dialýze je hodnota nad 6 mmol/l), naopak je snížena hladina sodných iontů. Někdy jsou patrné edémy. Dochází ke sníženému vylučování fosfátů ledvinami. Pacient má metabolickou acidózu, v těžkých případech je indikací k dialýze.

## Terapie
- terapie základního onemocnění vedoucího k akutnímu renálnímu selhání:
  - optimální šoková terapie (zajištění dostatečného prokrvení a přísunu kyslíku do ledvin);
  - vysazení neurotoxických léčiv;
  - revaskularizace při uzávěru arteriálního nebo žilního zásobení ledviny;
  - urologická terapie u postrenálního selhání (suprapubická nebo transuretrální katetrizace;
- symptomatická terapie:
  - udržení vodní a elektrolytové bilance;
  - dietoterapie: úprava výživy – dostatečný přísun kalorií (160–200 kJ/kg/den);
    - nízkobílkovinné diety: 0,5–1,2 g bílkovin na kg váhy/den (určí lékař podle komplikovanosti onemocnění, aktuální potřeby a nutnosti dialyzační léčby);
    - parenterální výživa (podání roztoku aminokyselin, 10–20% roztoku tukových emulzí, hypertonické glukózy v dávce 0,3 g/kg/hod., tj. 6–8 g glukózy na kg váhy/den);

  - úprava dávky medikamentů vylučovaných ledvinami a vyloučení neurotoxických medikamentů;
  - udržení dostatečné diurésy při oligurickém renálním selhání pomocí kličkových diuretik (pomocí nich dosáhneme zvýšení diurézy, nikoli však vzestupu glomerulární filtrace, diuretika nemají vliv na zvýšení ledvinných funkcí);
  - v časné fázi myoglobinurického akutního selhání u ještě zachovalé diurézy pokusit se o forsírovanou alkalickou diurézu (pH větší než 7);
- pokud se ledviny nepodaří zachránit, přichází na řadu kontinuální dialýza a následně transplantace ledvin.